# 哈夫利奇庫夫布羅德

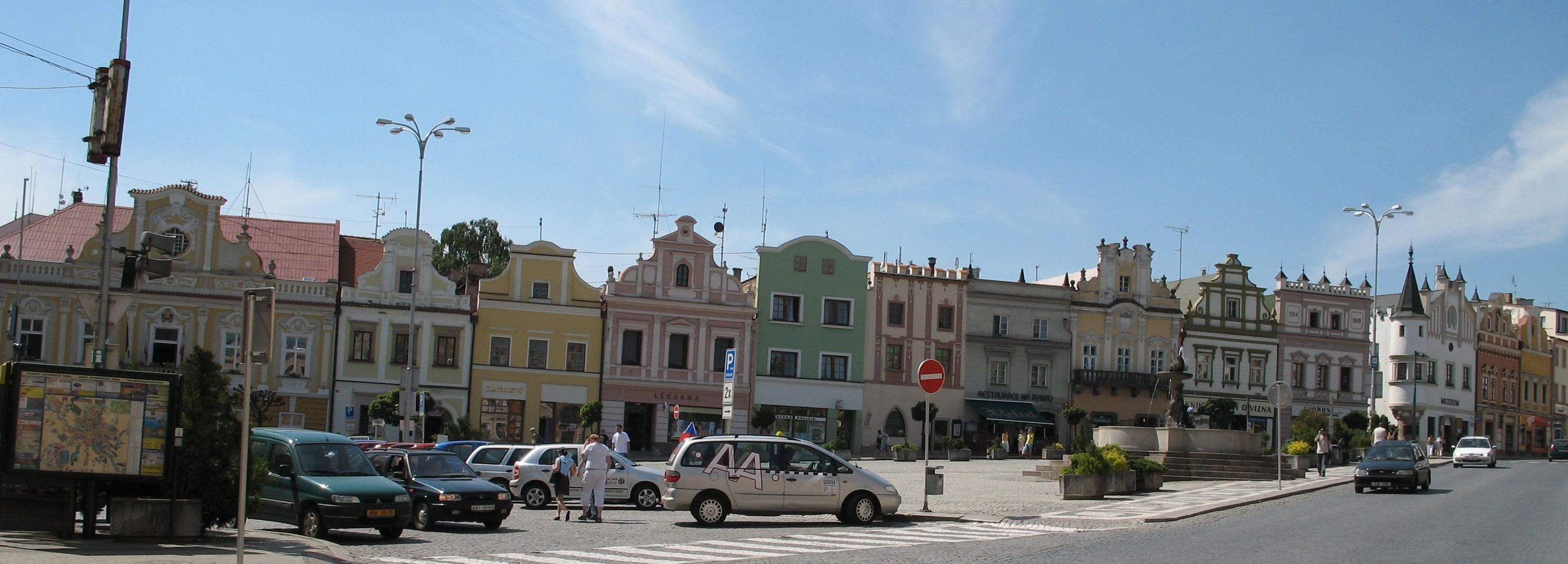

49°36′21″N 15°34′43″E / 49.60583°N 15.57861°E
哈夫利奇庫夫布羅德（捷克語：Havlíčkův Brod，發音：[ˈɦavliːtʃkuːv ˈbrot]）是捷克維索基納州的城鎮，位於該國中部，是哈夫利奇庫夫布羅德縣的首府，面積65平方公里，海拔高度422米，2015年人口23,306，人口密度每平方公里359人。